# Chilpancingo de los Bravo
Chilpancingoⓘ de los Bravo – miasto w południowo-środkowym Meksyku. Stolica stanu Guerrero.
Chilpancingo leży nad rzeką Huacapa, która wypływa z gór Sierra Madre del Sur.
Chilpancingo (dosłownie "Miejsce os") zostało założone w 1591 r. Stało się słynne głównie z powodu zjazdu meksykańskich działaczy niepodległościowych (był to pierwszy kongres meksykański) w 1813 r. W czasie walk niepodległościowych (1810-1821) i rewolucji meksykańskiej (1910) teren ten był areną wielu bitew.
Chilpancingo oprócz swoich funkcji administracyjnych pozostaje ważnym ośrodkiem gospodarczym. Transportowane są tu głównie produkty z pobliskich rejonów rolniczych a także drzewo. W mieście istnieje wytwórnia słynnego alkoholu mezcal. Główna uczelnią Chilpancingo jest założony w 1960 r. uniwersytet. Miasto leży przy autostradzie łączącej Acapulco z miastem Meksyk.